# Aleksei Vijmanavin
Aleksei Boríssovitx Vijmanavin (de vegades transcrit Vyzhmanavin o Vyzmanavin; en rus: Алексе́й Бори́сович Выжмана́вин; 1 de gener de 1960 – 6 de gener de 2000) fou un jugador d'escacs rus, que jugà sota bandera soviètica, i va tenir el títol de Gran Mestre des de 1989.

## Resultats destacats en competició
Durant la primera part de la seva carrera, va participar regularment al campionat de Moscou; el 1981, amb un Elo de tot just 2200, hi va acabar sisè, per davant de forts Grans Mestres, com David Bronstein, Iuri Razuvàiev, Artur Iussúpov, Aleksei Suetin, Rafael Vaganian i Evgeny Vasiukov. Va aconseguir guanyar la competició dos cops, els anys 1984 i 1986.
Va obtenir el títol de Gran Mestre el 1989, i a continuació empatà al primer lloc (amb 8½/11 punts) al campionat de l'URSS de 1990 a Leningrad (el títol el guanyà Aleksandr Beliavski al desempat). L'any següent empatà als llocs 5è-9è a la final del 58è campionat soviètic, a Moscou. Aquests èxits varen fer que fos seleccionat per representar l'equip que va participar en l'olimpíada d'escacs de 1992 a Manila, on jugant al segon tauler suplent va puntuar +3 =6 −0, ajudant així l'equip rus a obtenir la medalla d'or.
Entre els seus èxits en torneigs internacionals, en destaquen les seves victòries a Naleczow 1986 i Taixkent 1987. Va empatar al primer lloc a Moscou 1988 (amb Razuvàiev, Gregory Kaidanov i Lev Psakhis) i va guanyar a Sotxi 1989 (per davant de Joël Lautier i Aleksandr Khalifman). A continuació va obtenir la victòria a l'edició de 1990/91 de la Rilton Cup a Estocolm, i un altre èxit al torneig de Gelsenkirchen de 1991, que va guanyar per davant de Vassili Smislov. Va sorprendre el món dels escacs quan al torneig de León de 1993 hi fou segon, rere Leonid Yudasin i desplaçant Anatoli Kàrpov al tercer lloc compartit (amb Vesselín Topàlov i Péter Lékó).
Tenia una gran reputació com a jugador d'escacs ràpids, i va competir en moltes proves d'aquesta mena de la PCA dels anys 1990, on sovint guanyava oponents il·lustres. Al torneig de Moscou de 1994, hi va batre Aleksei Xírov i Víktor Kortxnoi i va arribar a la semifinal, on va perdre per poc marge contra Vladímir Kràmnik. Comentant un d'aquests torneigs de la PCA, Maurice Ashley va descriure Vyzmanavin en termes de predador—«És molt perillós, mira com un gat, preparat per abraonar-se't a damunt».
Va deixar de jugar al voltant de 1997; un dels seus darrers torneigs fou el fort obert d'escacs de Cappelle-la-Grande de 1997, on compartí el primer lloc amb nou jugadors més. La seva mort prematura, a 40 anys, fou descrita oficialment com a conseqüència d'un atac de cor. Vivia sol, però havia sortit amb amics per Moscou el 6 de gener de 2000 (el nadal rus) i el seu cos va ser descobert sis dies després. Sembla que patia pobresa i depressió. El Gran Mestre Alexander Baburin creu que havia tingut seriosos problemes amb la beguda, que havien empitjorat arran de la ruptura del seu matrimoni.